# ShareX
ShareX é um software livre de código aberto de captura de tela e gravação de tela para Windows. É publicado sob a GNU General Public License. O código fonte do projeto é hospedado no GitHub. Também está disponível na Microsoft Store e na Steam.

## Recursos

### Captura de tela
O ShareX pode ser usado para capturar capturas de telas inteiras ou parciais (que podem ser exportadas para vários formatos de imagem), como a captura de região e captura de janela. Ele também pode gravar arquivos GIF animados e vídeos usando o FFmpeg.
Um editor de imagens incluído permite que os usuários façam anotações nas capturas de tela ou as modifiquem com bordas, efeitos de imagem, marcas d'água, etc. Também é possível usar o editor para desenhar na parte superior das janelas ou da área de trabalho antes de tirar a captura de tela.

### Compartilhamento
Após a captura, uma captura de tela pode ser exportada automaticamente como arquivo de imagem, anexo de e-mail, exportada para uma impressora, para a área de transferência ou carregada em uma hospedagem remota via FTP. Muitos serviços populares de hospedagem de imagens e de nuvem suportam a integração com o ShareX e alguns oferecem scripts para fazer carregamentos automaticamente usando uma conta. Se a imagem for carregada em uma hospadegem remota, o URL gerado por ela poderá ser copiado para a área de transferência.
Arrastar outros tipos de arquivos para o programa fará o carregamentos deles para um destino baseado no tipo, como um arquivo de texto sendo salvo no Pastebin e um arquivo ZIP salvo no Dropbox.

### Outras ferramentas
Há uma variedade de recursos de imagem de área de trabalho, incluindo seletor e selecionador de cores da tela, ferramenta de soma de verificação (hash checker), régua, mesclagem de imagens, miniaturas de imagens e vídeos e muito mais.
O programa também inclui algumas automações básicas. Por exemplo, tirar uma captura de tela, adicionar uma borda e uma marca d'água e, em seguida, salvar em uma pasta específica.

## Desenvolvimento
O trabalho em um projeto chamado ZScreen começou em 2007, sendo hospedado no SourceForge e movido para o Google Code em 2008. Em 2010, um projeto paralelo chamado ZUploader foi iniciado para reescrever a funcionalidade do ZScreen a partir do zero. Em 2012, todos os recursos do ZScreen foram transferidos para o ZUploader, que foi posteriormente reempacotado e lançado como ShareX. Em 2013, o projeto foi transferido para o GitHub após o Google Code ter deixado de oferecer suporte à hospedagem de downloads.

## Links externos
- Sítio oficial
- ShareX no GitHub
- ShareX Review